# Витасек, Франтишек

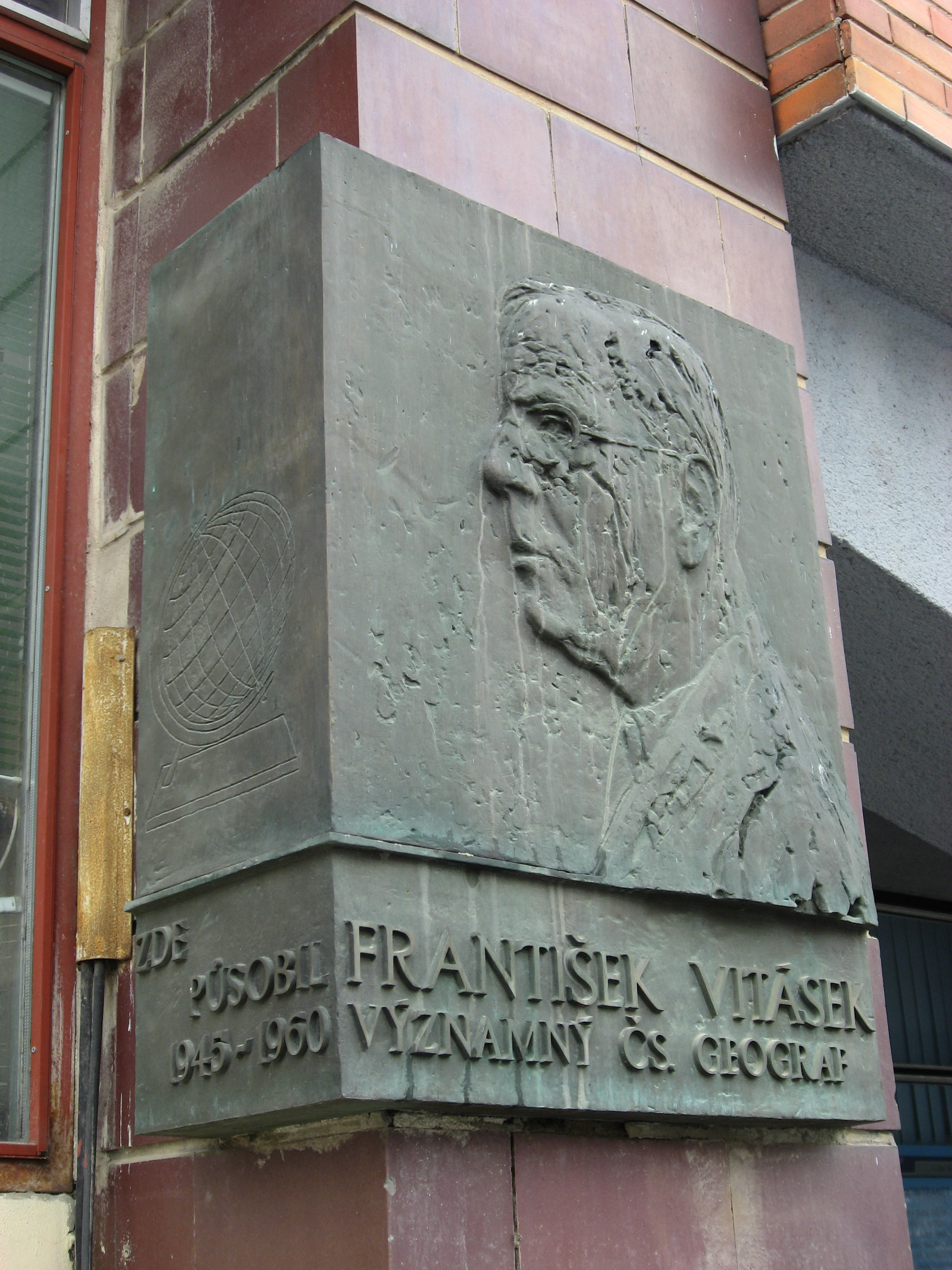
Мемориальная доска Франтишеку Витасеку в городе Брно (площадь Яначека).

Франтишек Витасек (чеш. František Vitásek; 7 января 1890, Велька-Бистршице, Австро-Венгрия — 19 августа 1973, Брно, Чехословакия) — чехословацкий физико-географ и геоморфолог, член-корреспондент Чехословацкой академии наук (с 1953). Доктор географических наук (1968), профессор Масарикова университета (с 1925). Почётный доктор университета Палацкого в г. Оломоуц; почётный член Географического общества СССР (с 1964). Основатель Кабинета геоморфологии в Брно (предшественник Института географии Чехословацкой АН в Брно).

## Биография
Учился с 1901 по 1909 в Славянской гимназии в Оломоуце. В 1914 окончил Карлов университет в Праге.
В 1914—1919 учительствовал в гимназии в Колине, в 1919—1927 преподавал в Чехословацкой торговой академии в Праге. С 1927 — доцент, с 1931 — профессор физической географии.
В 1928—1960 работал в Масариковом университете (декан в 1933/1934 и 1946/1947), в 1947—1948 — декан факультета образования университета Оломоуца, в 1952—1959 —заведующий кафедры геоморфологии Чехословацкой АН в Брно.
Член ряда научных обществ, в том числе, Национального совета научных исследований, научного общества им. Шафарика, Моравского Общества естественных наук, клуба естествознания в Брно.
Похоронен на Центральном кладбище в Брно.

## Научная деятельность
Основные труды по теории физической географии и геоморфологии, региональной физической географии, краеведению и страноведению.

## Награды
- Орден Труда (Чехословакия) (1955),
- медаль Йована Цвиича (1960),
- золотая медаль университета Палацкого (1966),
- серебряная медаль Чехословацкой академии наук «За заслуги перед наукой и человечеством» (1970).

## Память
- Именем Ф. Витасека названа улица в городах Брно и Оломоуц (ул. Витаскова; чеш. Vitáskova).

## Избранные труды
- Glaciální morfologie našich hor v posledních letech, 'Práce Brněnské základny ČSAV', rok 1956, Svazky 28, sešit 3;
- Fysický zeměpis, 4. vyd., díl 1-3, Praha, 1956-65.